# Xã Northwood, Quận Grand Forks, Bắc Dakota
Xã Northwood (tiếng Anh: Northwood Township) là một xã thuộc quận Grand Forks, tiểu bang Bắc Dakota, Hoa Kỳ. Năm 2010, dân số của xã này là 138 người.